# Fabian Kluckert
Fabian Kluckert (* 26. Juni 1991 in Berlin) ist ein deutscher Schauspieler, Synchronsprecher, Synchronregisseur und Dialogbuchautor.

## Leben
Fabian Kluckert ist der Sohn des Synchronsprechers Jürgen Kluckert. Sein älterer Bruder Tobias Kluckert sowie sein jüngerer Bruder Sebastian Kluckert arbeiten ebenfalls als Synchronsprecher. 
Fabian Kluckert besuchte die Kant-Oberschule in Steglitz-Zehlendorf. Als Schüler spielte er Theater. Im Juli 2009 wirkte er am Clubtheater Berlin in der Uraufführung von Mauersegler, einer Szenencollage anlässlich des 20-jährigen Jubiläums des Mauerfalls von Stefan Neugebauer, mit. Seine Schauspielausbildung absolvierte er an der Berliner Schule für Schauspiel. Während seiner Ausbildung trat er 2012 am Poetischen Theater Berlin »Die Möwe« in der Tschechow-Collage Fragen Sie mich nichts, leben Sie wohl auf.
Insgesamt hatte Fabian Kluckert über 100 Sprechrollen in Serien und Filmen. Er lieh seine Stimme u. a. Takehito Koyasu, Eric Bauza, Sterling Beaumon, Lorenzo James Henrie und Daryl Sabara. Fabian Kluckert lebt in Berlin.

## Sprechrollen (Auswahl)

### TV-Serien
- 2011: Episodes, Jacob Anderson als Kevin, Lucien Laviscount als Brian
- 2013: Nymphs, Hannes Mikkelsson als Lucas Pascal
- 2015: Awkward – Mein sogenanntes Leben, Jared Abrahamson als Pete, Staffel 4
- 2015: The Art of More – Tödliche Gier, Hamza Haq als Uzay Almasi
- 2015: Fear the Walking Dead, Lorenzo James Henrie als Christopher Manawa
- 2015: Cucumber, Miles Higson als Beanie
- 2015: Der ganz normale Studentenwahnsinn, Daryl Sabara als Leslie Flowers
- 2016: Victoria, Nicholas Agnew als Prinz George
- 2018–2020: Seattle Firefighters – Die jungen Helden (Station 19), Alberto Frezza als Ryan Tanner
- 2022: Andor, James McArdle als Timm Karlo

### Netflix-Serien
- 2020: als Legoshi in Beastars
- 2020: als Robin Goodfellow in Chilling Adventures of Sabrina

### Filme
- 2012: Vom Blitz getroffen
- 2013: Born Wild
- 2013: Mein Leben mit Robin Hood
- 2013: V/H/S 2
- 2014: 1 Chance 2 Dance
- 2014: Cannabis Kid
- 2014: City 44
- 2015: Freaks of Nature
- 2015: Killing Jesus
- 2016: Auferstanden
- 2022: The House

## Hörbücher (Auswahl)
- 2021: M. L. Busch: Yalla Yalla (Daily Soap - Verliebt in die Tagessuppe 1, Audible, gemeinsam mit Michaela Gaertner)